# Isaac Gálvez
Isaac Gálvez López (ur. 20 maja 1975 w Vilanova i la Geltrú, zm. 26 listopada 2006 w Gandawie) – hiszpański kolarz torowy i szosowy, czterokrotny medalista torowych mistrzostw świata.

## Kariera
Pierwszy sukces w karierze Isaac Gálvez osiągnął w 1999 roku, kiedy na torowych mistrzostwach świata w Berlinie wywalczył wspólnie z Joanem Llanerasem złoty medal w madisonie. W tym samym roku brał udział w igrzyskach olimpijskich w Sydney, zajmując dwunaste miejsce w drużynowym wyścigu na dochodzenie i trzynaste w madisonie. Na mistrzostwach świata w Manchesterze w 2000 roku i mistrzostwach w Antwerpii w 2001 roku razem z Llanerasem zdobywali srebrne medale. Ponadto na mistrzostwach świata w Bordeaux w 2006 roku po raz kolejny Hiszpanie zdobyli złoto w madisonie. W kolarstwie szosowym między innymi kilkakrotnie stawał na podium etapów takich wyścigów jak Tour de France czy Giro d’Italia.
W listopadzie 2006 roku, podczas zawodów torowych w belgijskiej Gandawie Gálvez zderzył się z Belgiem Dimitrim De Fauwem, a następnie uderzył w bandę. W wyniku odniesionych obrażeń Hiszpan zmarł w drodze do szpitala. De Fauw po wypadku zmagał się z depresją, a w 2009 roku popełnił samobójstwo.